# Okita le pourfendeur : Yakuza moderne
Pour plus de détails, voir Fiche technique et Distribution.
Okita le pourfendeur : Yakuza moderne (現代やくざ 人斬り与太, Gendai yakuza: Hitokiri yota) est un film japonais réalisé en 1972 par Kinji Fukasaku avec Bunta Sugawara and Noboru Andō. Le protagoniste est un voyou violent et orgueilleux qui cherche à se faire un nom dans le milieu des Yakuzas.

## Résumé
Le narrateur (Okita) se présente rapidement au spectateur. Il raconte son enfance difficile et la manière dont lui et son gang gagnait de l'argent. Refusant de payer les Takigawa qui contrôlent la ville, Okita les attaque au couteau et est envoyé en prison pour cela. La violence dont il fait preuve lui permet d'obtenir le statut de chef parmi les détenus.
À sa sortie de prison, la ville de Kawasaki a changé : il n'y a plus de bandes comme la sienne, la ville s'est (en apparence) assagie. Il rencontre Kimiyo, une femme – qu'il avait vendue à un bordel avant son emprisonnement – et Kizaki un autre yakuza. Ce dernier lui explique que la ville est au main de la famille Takigawa et de la famille Yato. Ces deux gangs tiennent à leur image et ne se livrent pas à de guerres entre-elles. Okita forme alors un gang et provoque les Takigawa. Après avoir été gravement blessé au ventre par balle, Okita est contraint à contrecœur de passer sous la protection du clan Yato et de faire la paix avec les Takigawa.
S'ensuit une période pendant laquelle Okita s'ennuie alors même qu'il a le contrôle d'un quartier, l'argent, la sécurité et les femmes. Okita souhaite avoir de l'action et même sa relation tumultueuse avec Kimiyo ne le calme pas. C'est pendant cette période que Takigawa se lie avec la puissante famille Saiei d'Osaka qui souhaite étendre son emprise sur le pays. Lors d'une visite du clan Saiei, Okita s'en prend à leur chef. Yato est alors contraint de commettre le yubitsume et conjure Okita de faire de même. Trop fier, il refuse et est exclu du clan.
Okita va alors mener une guerilla contre les clans Takigawa et Saiei. Les membres de son propre gang sont alors peu à peu décimés. Il ne reste plus qu'Okita et deux de ses hommes qui se cachent dans une usine désaffectée. Yato envoie alors un homme tuer Takigawa. Il s'excuse alors auprès de Saiei en lui proposant le territoire de Takigawa en échange d'une trêve et de la vie sauve pour Okita. Saiei accepte. Les deux clans se dirigent alors vers l'entrepôt où se trouve Okita. Yato ordonne à Okita de présenter ses excuses. Okita refuse dans un premier temps, mais se résigne à se couper la phalange afin de sauver le reste de son gang. Même après cela, la famille Saiei le passe à tabac afin de lui donner une leçon. Apportant des provisions, Kimiyo voit la scène et attaque au couteau les membres du clan Saiei. Elle perd la vie, ce qui rend Okita fou furieux et le pousse à attaquer tout le monde autour de lui, Yato y compris. Okita se fait alors tuer par la famille Saiei.

## Fiche technique
- Titre : Okita le pourfendeur : Yakuza moderne[1],[2]
- Titre original : 現代やくざ 人斬り与太 (Gendai yakuza: Hitokiri yota?)
- Réalisation : Kinji Fukasaku
- Scénario : Yoshihiro Ishimatsu et Kinji Fukasaku
- Photographie : Hanjirō Nakazawa
- Musique : Toshiaki Tsushima
- Production : Toshida Tatsu
- Studio Tōei
- Pays d'origine : Japon
- Langue originale : japonais
- Format : couleur — 2,35:1 — 35 mm
- Genre : Yakuza eiga et action
- Durée : 92 minutes
- Date de sortie :

 Japon : 6 mai 1972

## Distribution
- Bunta Sugawara : Isamu Okita
- Noboru Andō : Shunsuke Yato
- Asao Koike : Kizaki
- Hideo Murota : Miyahara
- Kyōsuke Machida : Takeo Gunji
- Mayumi Nagisa : Kimiyo
- Noburō Mitani : Taniguchi
- Asao Uchida : Eisaku Owada
- Takeo Chii : Yasuo
- Mayumi Fujisato : Katsuko
- Sayoko Tanimoto : la mère d'Okita
- Nenji Kobayashi : Tetsuo
- Toshiyuki Tsuchiyama : Kazama
- Keijirō Morozumi : Takigawa
- Mariko Jun : Yukari
- Chie Kobayashi : Kaoru
- Kōji Fujiyama : Ronanushi
- Nobuo Yano : Karasawa
- Hiroshi Date : Kawabe